# Series 40
Series 40, vaak ingekort als S40, is een softwareplatform en user interface (UI) dat gebruikt werd door Nokia op feature phones (klassieke mobiele telefoons met internetmogelijkheid). Het is eveneens gebruikt op een aantal Vertu-telefoons.
Het was een van 's werelds meest gebruikte mobiele telefoonplatformen en werd gevonden in honderden miljoenen apparaten.[1]
Nokia maakte op 25 januari 2012 bekend dat het meer dan 1,5 miljard Series 40-apparaten had verkocht. Het platform werd niet ingezet voor smartphones. Initieel gebruikte Nokia daarvoor Symbian, in 2012-2017 Windows Phone en daarna Android. In 2012 en 2013 werden echter verschillende Series 40-telefoons van de Asha-lijn (zoals de 308, 309 en 311) geadverteerd als "smartphones", hoewel ze geen volwaardige smartphonefuncties zoals multitasking of een volwaardige HTML-browser boden.
In 2014 heeft Microsoft de mobiele afdeling van Nokia overgenomen. Als onderdeel van een licentieovereenkomst met het bedrijf mocht Microsoft het Nokia-merk gebruiken voor het uitbrengen van feature phones, zoals de Series 40. Uit een bedrijfsmemo van juli 2014 bleek echter dat Microsoft de toekomstige productie van Series 40-toestellen zou beëindigen. Het werd vervangen door Series 30+.

## Geschiedenis
Het onderliggende besturingssysteem van de Series 40 wordt Intelligent System Architecture (ISA) genoemd, ook wel het Nokia Operating System (NOS). Series 40 werd geïntroduceerd in 1999 met de release van de Nokia 7110. Deze eerste telefoon had een monochroom scherm met een resolutie van 96 × 65 pixels. Het was eveneens de eerste telefoon die werd geleverd met een WAP-browser.
In de loop der jaren is de S40 UI geëvolueerd van een monochrome, lageresolutie interface naar een kleuren- en hogeresolutie-interface met een verbeterde grafische look. De derde generatie van de Series 40 die in 2005 beschikbaar kwam, introduceerde ondersteuning voor apparaten met resoluties tot QVGA (240×320 pixels). Het is mogelijk om het uiterlijk van de gebruikersinterface aan te passen via uitgebreide thema's.
In 2012 werd de Nokia Asha-reeks van mobiele telefoons uitgebracht (200/201/210, 302/306/305/308/310/311, 303 en 311). De laatste feature phone met Series 40 was de Nokia 515 vanaf 2013, die de 6e editie draaide.